# Строител (град)
Строител (на руски: Строитель) е град в Русия, административен център на Яковлевски район, Белгородска област. Населението на града към 1 януари 2018 година е 24 392 души.

## История
Селището е основано през 1958 година, през 2000 година получава статут на град.

## География
Градът се намира на 220 метра надморска височина, разположен на 5 километра източно от река Ворскла и на 21 км от град Белгород.